# Bastards of the Party
Bastards of the Party er en dokumentarfilm fra 2006 produceret af Alex Demyanenko og instrueret af det tidligere Bloods bande-medlem Cle Sloan. Filmen, udforsker etableringen af Los Angeles’s mest berygtede bander, Crips og Bloods, set fra Los Angeles-samfundets perspektiv.  Filmen fordømmer, også bandevold og præsenterer meningsfulde løsninger fra tidligere bande-medlemmer til hvordan man stopper problemet.
Dokumentaren, blev vist under Tribeca Film Festival (2005) og Hollywood Black Film Festival (2006).  Den havde tv-premiere den 6. februar, 2007 på HBO. Over 90 procent af dokumentarfilmen blev optaget i 1996.
Mens han sad i fængsel, læste Cle Sloan, en bog ved navn City of Quartz af Mike Davis. Mens han læste bogen, fandt Sloan ud af at hans kvarter, Athens Park var brændpunktet for LAPD i 1972. Kontoen i Davis' bog, nærede Sloan med spørgsmål om hvordan banderne startede, men kun for at få yderligere mistanke og spørgsmål fra hans kolleger i bande-miljøet. Sloan besluttede sig derfor, at undersøge tingene selv.
Filmens titel, Bastards of the Party kommer fra en passage i City of Quartz der lyder: "Selvom The [Los Angeles] Times anerkendte, at tilbageslaget for The Panthers, førte direkte til en genopblusning af bandekonflikten i begyndelsen af 1970'erne. Crippin, det nye ekstraordinære bandefænomen var et uægte afkom af Panthers hidtidige karisme, som udfyldte tomrummet efter LAPD og SWAT."

## Indhold
Bastards of the Party udforsker forskellige påvirkninger, indenfor den californiske afro-amerikanske bandekultur. Udgangspunktet, i krisen var det sorte lederskab, der markerede afslutningen på borgerrettighedsbevægelsen, især med den regerings-igangsatte konflikt mellem Black Panther Party og Us Organization. Bevægelsen, som er baseret på kollektive handlinger, gav en individualisme baseret på helte fra blaxploitation-film som Super Fly. I denne atmosfære, skabte Raymond Washington, konceptet for en bande af den nye generation, der gik fra "vugge til krav" og fik følgeskab af Stanley "Tookie" Williams og Jamel Barnes, i sin dannelse af Crips. Kollapset i den indenlandske industri, efterlod mange sorte unge uden job, hvilket kun gav få muligheder, for at de kunne slippe ud af bandekriminalitet. Dette gav, grobund til at drive en pengemaskine, baseret på den ulovlige narkotikahandel. Tupac Shakur's sang, "So Many Tears", bliver spillet i slutningen af dokumentaren.